# نهج إسبانيا (مدينة تونس)
نهج إسبانيا هو أحد أنهج مدينة تونس ويقع بجزئها الحديث وهو مواز لنهج يوغسلافيا من جهة ونهج أنقلترا من جهة أخرى. وينطلق من ساحة برشلونة وصولا إلى نهج الجزائر. تفتح على هذا النهج السوق المركزية للخضر والغلال واللحوم والأسماك، كما كان يوجد به مقر الاتحاد العام لطلبة تونس ومركز الدراسات والبحوث الاقتصادية والاجتماعية بتونس المسمى اختصارا بالسيريس.

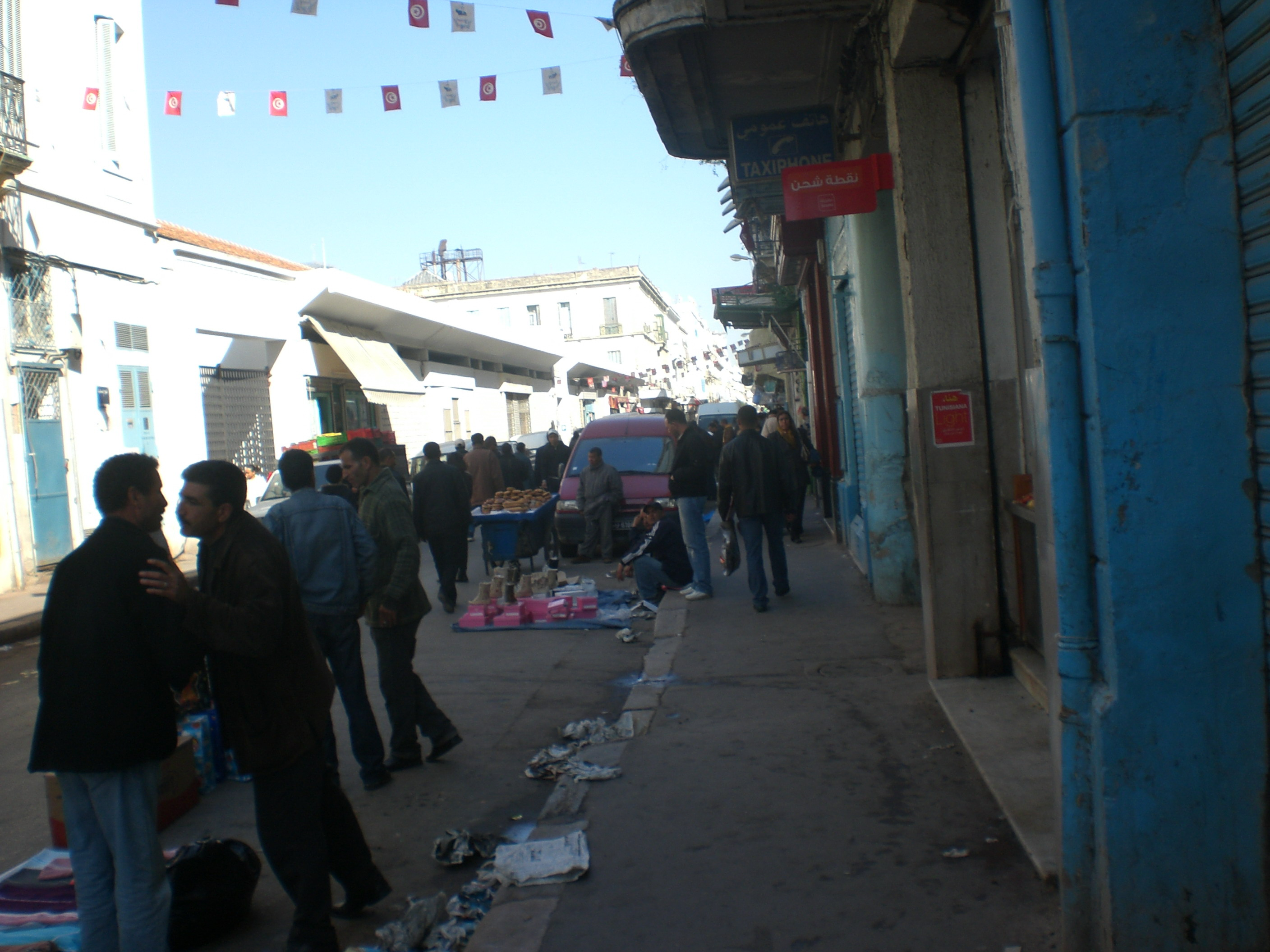
نهج إسبانيا بمدينة تونس